# Synaphaeta guexi
Synaphaeta guexi là một loài bọ cánh cứng trong họ Cerambycidae.